# Che cos'è la proprietà?
Che cos'è la proprietà? O, un'indagine nel principio del diritto e del governo è un testo del filosofo francese Pierre-Joseph Proudhon, pubblicato nel 1840.
Nel testo, Proudhon espone la tesi secondo la quale la proprietà è una rapina, in quanto il proprietario di un'impresa acquisirebbe un reddito appropriandosi solo del valore lavoro collettivo degli operai, il cui salario non corrisponderebbe alla quantità di lavoro.
"La proprietà è un furto; non perché sia frutto di appropriazione violenta, bensì chi la detiene ne fa uso a proprio vantaggio e a danno della collettività."
Nel solco di questa tesi, Proudhon propone la sostituzione della proprietà con il possesso, garantendo così ai lavoratori di lavorare come liberi associati in grado di generare plusvalore. Nell'opera sostenne inoltre che le vere leggi della società non hanno nulla a che fare con l'autorità, bensì derivano dalla natura stessa della società; prevedeva inoltre la graduale dissoluzione dell'autorità e l'emergere di un ordine sociale naturale.

## Critica
Karl Marx, sebbene inizialmente favorevole all'opera di Proudhon, in seguito criticò, tra l'altro, l'espressione “la proprietà è un furto” come auto-rifiutante e inutilmente confusa, scrivendo che “il ‘furto’ come violazione forzata della proprietà presuppone l'esistenza della proprietà” e condannando Proudhon per essersi impelagato in “ogni sorta di fantasie, oscure anche a lui stesso, sulla vera proprietà borghese”. Infatti, Marx sosteneva, in una lettera a J. B. Schweizer scritta il 24 gennaio 1865, che la domanda "Che cos'è la proprietà?" fosse impossibile da rispondere in maniera appropriata e coerente sia per la esistenza di diverse proprietà antiche governate da meccanismi legati ai rapporti feudali, diverse dalle proprietà dell'epoca, che ottennero l'interesse di Proudhon, le quali sono, invece, governate da rapporti borghesi, sia per la mancanza di analisi critica e materialista, da parte di Proudhon, della proprietà, intendendola come relazioni morali di intenti e non nella loro forma reale di rapporti di produzione.
Max Stirner fu molto critico nei confronti di Proudhon e nella sua opera L'unico e la sua proprietà, fece la stessa critica all'espressione di Proudhon prima di Marx, chiedendo: “È possibile il concetto di ‘furto’ se non si concede validità al concetto di ‘proprietà’? Come si può rubare se la proprietà non è già esistente? Di conseguenza la proprietà non è un furto, ma un furto diventa possibile solo attraverso la proprietà.